# L-04E
docomo NEXT series Optimus G Pro L-04E（ドコモ ネクスト シリーズ オプティマス ジー プロ エルゼロヨンイー）は、韓国のLGエレクトロニクスによって開発された、NTTドコモの第3.9世代移動通信システム（Xi）と第3世代移動通信システム（FOMA）のデュアルモード端末である。docomo NEXT seriesのひとつ。

## 概要
L-01Eの後継機種で、グローバルモデルであるLG Optimus G Proの日本国内ローカライズモデルとなる。ちなみに、グローバルモデルは5.5インチのFHD液晶、3140mAhのバッテリー（着脱可）を搭載しており、背面にNexus 4のようなテクスチャーが施してある。
「G2 Touch Hybrid」と呼ばれるLG独自のガラス面とタッチセンサーを一体化した技術によって薄型化が図られており、ディスプレイだけでなくボディの薄型化にも貢献している。また、ディスプレイの薄型化により液晶がガラス面に近づくため、水滴などが浮かび上がって見えるような臨場感のある表示が可能となっているほか、タッチ感度の向上にもつながっている。
機能面では、Optimusシリーズでおなじみのマルチタスク機能「Qスライド」が強化されており、従来は動画やワンセグを他のアプリと重ねて表示する事しかできなかったが、今機種ではマルチウィンドウ表示が可能になっている。同時に起動できるアプリは動画・ブラウザ・カレンダー・電卓など最大2つまでで、ホーム画面などと合わせて同時に3つのアプリが表示可能となっている。
さらに動画撮影において、日本で初めてアウト/インカメラで被写体と撮影者を一画面に表示、撮影録画が可能な「デュアル録画」機能を搭載。また動画録画中に画面を選択してズームすると、映像はもちろん、音声もズームアップできる「オーディオズーム」機能、様々な方向で写真を撮影後、つなぎ合わせてパノラマ写真を作成する「VRパノラマ」機能を搭載している。
その他、ドコモ向けのOptimusシリーズでは初となるNFCにも対応している。ワンセグに関しては、同社のスマートフォンで初めて録画機能に対応している。録画時間は約900分。
バッテリーはL-01Eの2210mAhから3000mAhへと増量しており、さらに急速充電にも対応している。ただしL-06Dと同様取り外しはできないため、消耗した場合は有償の預かり修理扱いにて交換する形をとる（交換代金はL-06Dと同額の8,500円＋税）。
なお、おくだけ充電には非対応のほか、防水性能は装備されていない。

## 主な機能
| 主な対応サービス                                | 主な対応サービス                         | 主な対応サービス                     | 主な対応サービス                                       |
| ----------------------------------------------- | ---------------------------------------- | ------------------------------------ | ------------------------------------------------------ |
| タッチパネル/加速度センサー                     | Xi/FOMAハイスピード                      | Bluetooth                            | DCMX/おサイフケータイ/NFC/かざしてリンク/赤外線/トルカ |
| ワンセグ/モバキャス                             | メロディコール                           | テザリング                           | WiFi IEEE802.11a/b/g/n                                 |
| GPS                                             | spモード/電話帳バックアップ              | デコメール/デコメ絵文字/デコメアニメ | iチャネル                                              |
| エリアメール/ソフトウェアーアップデート自動更新 | デジタルオーディオプレーヤー(WMA)(MP3他) | GSM/3Gローミング（WORLD WING）       | フルブラウザ/Flash Player                              |
| Google Play/dメニュー/dマーケット               | Gmail/Google Talk/YouTube/Picasa         | バーコードリーダ/名刺リーダ          | ドコモ地図ナビ/Google Maps/ストリートビュー            |

## 歴史
- 2013年1月22日 - NTTドコモより発表。
- 2013年2月19日 - グローバルモデル発表。韓国を皮切りに発売。
- 2013年3月28日 - 事前予約開始。
- 2013年4月4日 - 発売開始[11]。

## 不具合・アップデート
2013年6月25日のアップデート
- dメニューにおいてテレビの地域設定を変更しても反映されない場合がある不具合を修正する。
- ビルド番号がL04E10cからL04E10dになる。

2013年12月24日のアップデート
- アプリの更新後、次回の携帯電話（本体）の起動が正常に行えない場合がある不具合を修正する。
- ビルド番号がL04E10c、L04E10dからL04E10fになる。

2015年2月5日のアップデート
- メニューキーを押下した際、一部のGoogle提供アプリが強制終了する場合がある不具合を修正する。
- ビルド番号がL04E10c、L04E10d、L04E10fからL04E10gになる。